# Dorfkirche Schulzendorf

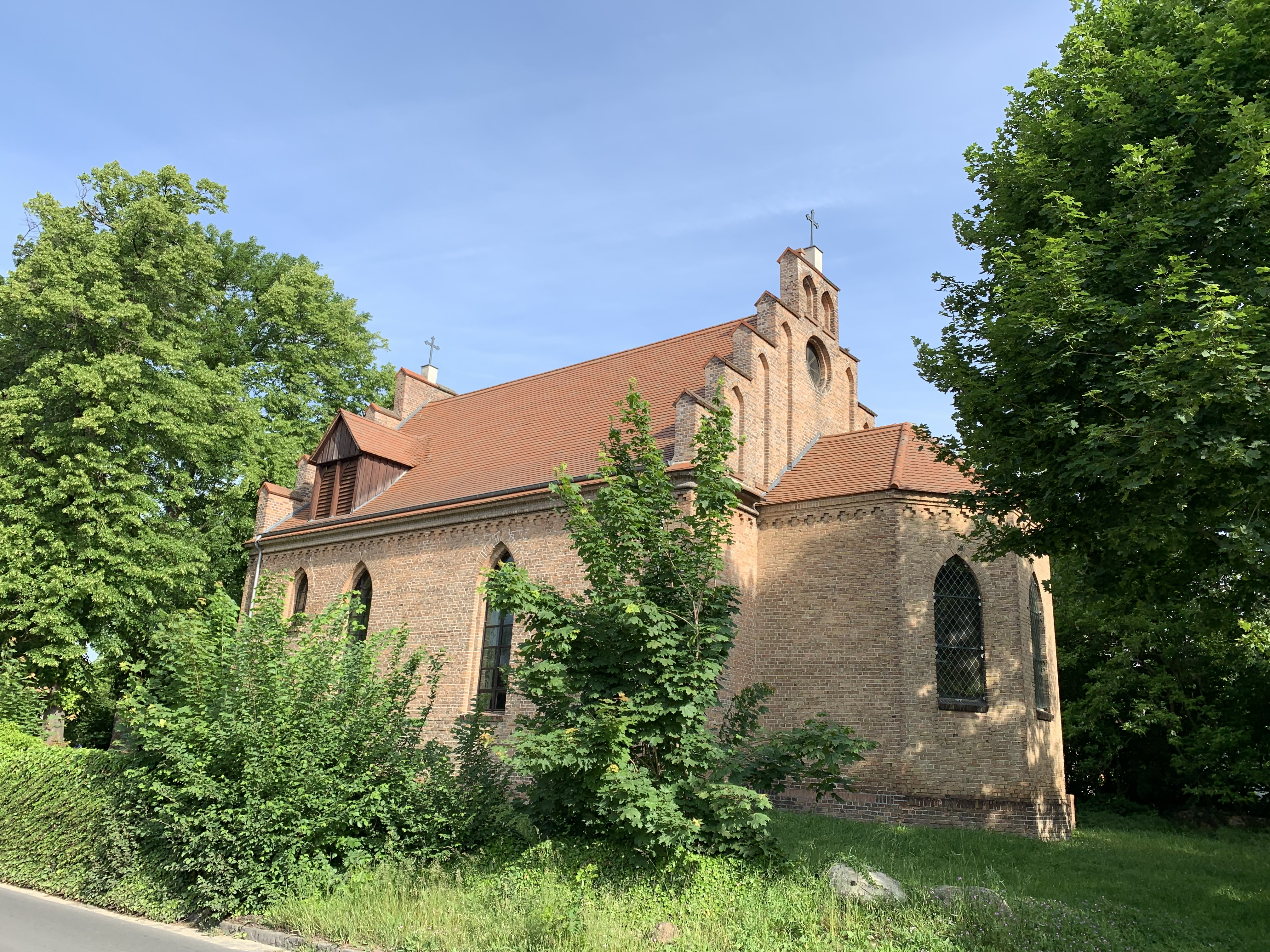
Dorfkirche Schulzendorf

Die evangelische Dorfkirche Schulzendorf ist eine neugotische Saalkirche
in Schulzendorf, einer Gemeinde im Landkreis Dahme-Spreewald im Land Brandenburg. Die Kirchengemeinde gehört zum Evangelischen Kirchenkreis Neukölln der Evangelischen Kirche Berlin-Brandenburg-schlesische Oberlausitz.

## Lage
Die Kirche liegt im westlichen Teil der Gemarkung. Sie ist Teil eines denkmalgeschützten Ensembles bestehend aus Gutsanlage mit Gutshaus und Park, Verwalterwohnhaus sowie zwei Gesindewohnhäusern.

## Geschichte
Etwa in der Mitte des 19. Jahrhunderts gab es Überlegungen der Kirchengemeinde, den Vorgängerbau – eine Feldsteinkirche – umzubauen. Der 1862 als Experte hinzugezogene Bauinspektor Klein aus Königs Wusterhausen gab jedoch zu bedenken, dass die Bausubstanz der kleinen Kirche in einem vergleichsweise schlechten Zustand sei. Ein Jahr später begannen daraufhin unter der Vorbereitung des Königlichen Bauinspektors a. D. Schindler aus Berlin die Arbeiten für einen Neubau. Der Förderverein der Kirche vermutet, dass die Arbeiten von Friedrich August Stüler beeinflusst wurden. Unter der Leitung des Hofkammer-Baurats Niermann entstand daraufhin in zwei Jahren die Kirche. Diese wurde am 31. Oktober 1866 durch den Generalsuperintendenten Hoffmann übergeben, der auch die Kirchweihe vornahm. Aus dem Vorgängerbau wurden einige Gegenstände der Kirchenausstattung übernommen, darunter ein hölzernes Epitaph für Friedrich von Pfuel, der 1673 verstarb. Niermann nutzte die abgebrochenen Feldsteine, um die Friedhofsmauer instand zu setzen. Übrig gebliebene Steine wurden für vier Pfennig pro Stück verkauft. Zwei Jahre nach der Kirchweihe erteilte die Königliche Hofkammer die Erlaubnis, eine Orgel anzuschaffen, die daraufhin Wilhelm Remler mit 1869 mit dem Bau beauftragten. 1895 goss der Zehlendorfer Meister Gustav Collier die große Glocke um. 1902 gelangte der Taufengel in das Märkische Museum in Berlin. 1905 rekonstruierten die Handwerker Josef Schmidt und Gottlob Berker die Gaubenfenster. Trotz der Arbeiten wünschte sich die Kirchengemeinde eine Aufwertung der Kirche. 1912 fügten Handwerker daher am Chor eine Apsis an und errichteten eine Sakristei. Im Altarraum setzen Handwerker drei große und farbig gestaltete Fenster ein. Hinzu kam ein neuer Altar, eine Fünte sowie eine Kanzel. Während die Kosten für diese Ausstattung von der Hofkammer getragen wurden, erhielt die Gemeinde als Stiftung weiterhin eine Abendmahlskanne, eine Taufkanne sowie eine Taufschale. Die Ausmalung erfolgte durch Ferdinand Busch, die Glasmalereien stammten von Carl Busch.
Im Ersten Weltkrieg musste die Kirchengemeinde die große Glocke im Jahr 1917 im Zuge einer Metallspende des deutschen Volkes abgeben; sie ging verloren. 1925 ging das Kirchenpatronat an den preußischen Staat. Ein Jahr später wurde in der Glockengießerei in Apolda ein Ersatz für die große Glocke gegossen und 1927 eingeweiht. Sie erlitt jedoch im Zweiten Weltkrieg dasselbe Schicksal und musste erneut abgegeben werden. Erhalten blieb lediglich die kleine Glocke von 1707. Kriegseinwirkungen beschädigten in den Jahren 1943 und 1944 die Kirche, die daraufhin vorläufig geschlossen werden muss.
Nach Kriegsende begann die Kirchengemeinde in den Jahren 1951 und 1952 mit dem Wiederaufbau. Die Verglasung der Altarfenster erfolgte zwei Jahre später und in einem schlichten Rautenmuster. Mit der zunehmenden Zersiedelung von Schulzendorf sank auch die Nachfrage nach einem Gottesdienst in der Kirche. Mit der Kreuzkirche entstand ein neuer Sakralbau, so dass 1979 zu Weihnachten der vorerst letzte Gottesdienst in der alten Kirche gefeiert wurde. Anschließend schloss die Kirche und der Kirchenkreis nutzte das Gebäude als Materiallager. 1986 bauten Handwerker die Orgel aus und verbrachten sie in die Kreuzkirche; zwei Jahre später gelangte das Epitaph für derer von Pfuel in die Dorfkirche Waltersdorf. 1995 stellte die Denkmalschutzbehörde das Ensemble unter Schutz. 1999 gründete sich ein Förderverein, der sich seit dieser Zeit für die Wiederherstellung der Patronatskirche und des Dorfangers einsetzt.

## Baubeschreibung

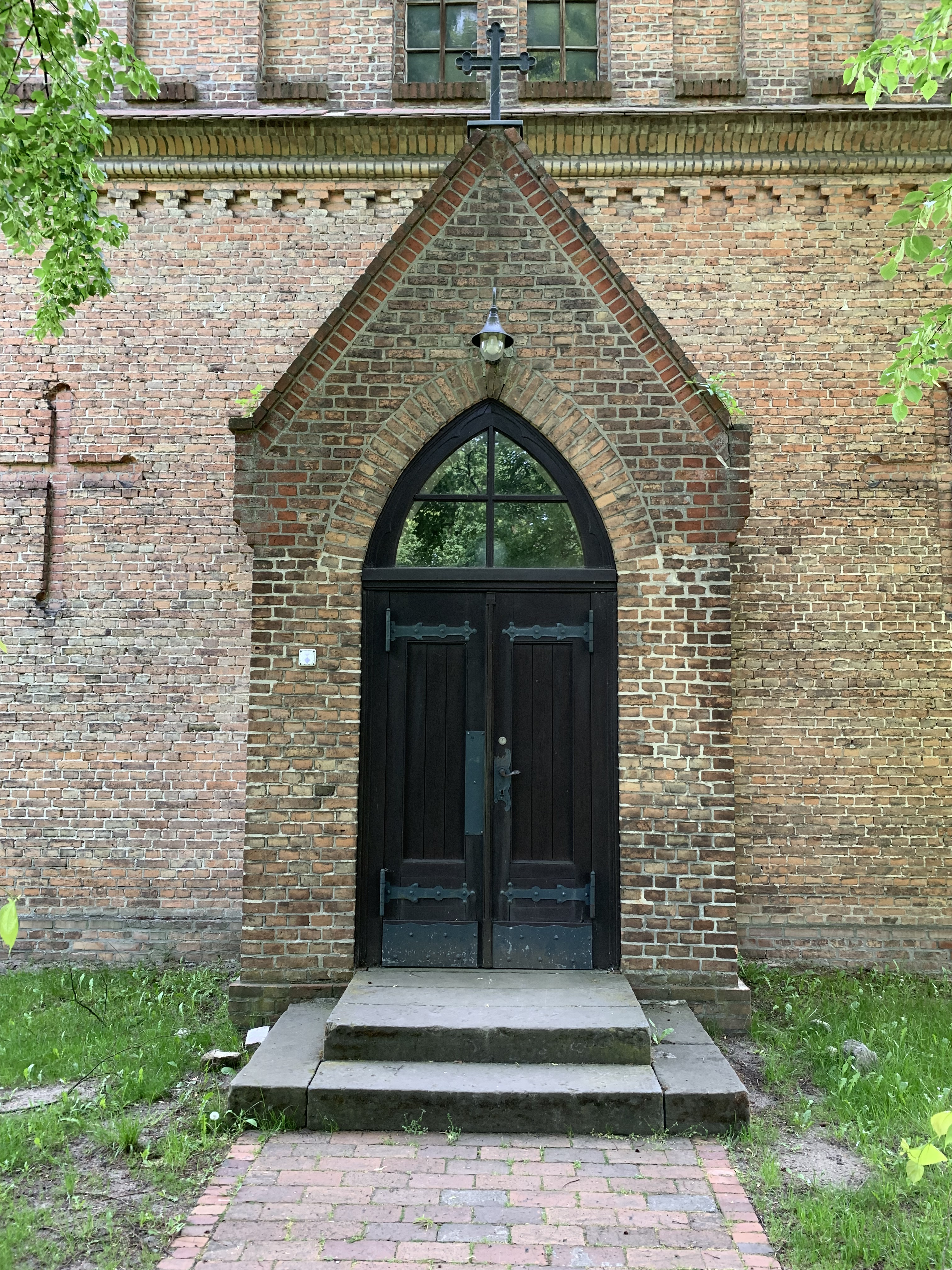
Westportal

Das Bauwerk wurde im Wesentlichen aus rötlichem Mauerstein errichtet. Der Chor ist dabei stark eingezogen und hat einen Fünfachtelschluss. Im Chorschluss sowie an den angrenzenden Feldern ist je ein großes, spitzbogenförmiges Fenster. Darüber erstellten Handwerker aus Mauersteinen einen nach unten geöffneten, umlaufenden Fries.
Daran schließt sich nach Westen das Kirchenschiff an. Es hat einen rechteckigen Rundriss und je zwei große, spitzbogenförmige Fenster mit Maßwerk an der Nord- und Südseite. Nach Westen ist ein weiteres, deutlich kleineres und hochgesetztes Spitzbogenfenster. Die Ostwand ist fensterlos; der Giebel jedoch mit reichhaltigen Blenden verziert. Mittig ist ein großes Ochsenauge; darüber ein Kreuz. Der im Chor vorhandene Fries setzt sich an der Dachtraufe des Schiffs fort. Nach Westen hin sind im ansonsten schlichten Satteldach an jeder Seite je eine Gaube.
Der Hauptzugang erfolgt von Westen her durch einen kleinen Anbau. Dort ist eine spitzbogenförmige Pforte. Seitlich in den Schiffswänden ist je ein Kreuz aus gemauerten Steinen. Darüber erhebt sich ebenfalls ein reichhaltig verzierter Blendengiebel. Am Übergang vom Schiff zum Dach ist ein umlaufender Fries aus Kreuzen.

## Ausstattung
Die Kirchenausstattung stammt im Wesentlichen aus dem großen Umbau im Jahr 1912. Daneben verbrachten Handwerker jedoch aus dem Vorgängerbau noch zwei Messingleuchter aus dem Jahr 1585, einen vergoldeten Silberkelch sowie eine Patene (beide von 1658) sowie ein hölzernes Epitaph, das an Friedrich von Pfuel erinnert, der von 1605 bis 1673 lebte. Zur weiteren Ausstattung gehören eine silberne Obladendose aus dem Jahr 1677, zwei Wappentafeln aus dem Jahr 1694 sowie eine in diesen Bauwerkern vergleichsweise seltene Ein-Zeiger-Uhr, die Gottfried Kayser 1716 schuf. Der Taufengel von 1702 ist im Märkischen Museum in Berlin ausgelagert.
Die Orgel besitzt ein neugotisches Prospekt und hat fünf Register, ein Manual und ein Pedal. Im Turm hängt eine Glocke, die Johann Jacob Schultz im Jahr 1707 goss.